# Colostygia jurabia
Colostygia jurabia là một loài bướm đêm trong họ Geometridae.